# Часничниця Хендрісона
Часничниця Хендрісона (Leptobrachium hendricksoni) — вид земноводних з роду Тонкорука часничниця родини Megophryidae. Отримала назву на честь вченого Джона Роско Хендріскона.

## Опис
Загальна довжина досягає 4,5—6,5 см. Спостерігається статевий диморфізм: самиці більші за самців. Для цього виду характерні великі очі, трохи загострена морда і тонкі пальці на коротких лапках без присосок і перетинок. Основний тон спини темно-коричневий або червоно-коричневий. На темному тлі часто помітні більш світлі цятки або точки. Черево сіре, у деяких популяцій на череві темний малюнок. Райдужина очей яскраво-червона.

## Спосіб життя
Полюбляє низовини у субтропічних і тропічних вологих лісах, прісноводні болота, плантації. Зустрічається на висоті до 1000 м над рівнем моря. Активна вночі. Веде наземний спосіб життя. Не здатна стрибати, повільно пересувається. Харчується комахами. Полює на здобич із засідки.
Це яйцекладна амфібія. Розмноження відбувається в різних стоячих водоймах або з повільною течією.

## Розповсюдження
Поширена у Таїланді, Малайзії, Індонезії — на півночі Суматри і Калімантані.